# USS LST-977
O USS LST-977 foi um navio de guerra norte-americano da classe LST que operou durante a Segunda Guerra Mundial.